# Brycinus leuciscus
Brycinus leuciscus es una especie de peces de la familia Alestiidae en el orden de los Characiformes.

## Morfología
Los machos pueden llegar alcanzar los 12 cm de longitud total y 10 g de peso.

## Hábitat
Es un pez de agua dulce y de clima tropical (22 °C-27 °C).  

## Distribución geográfica
Se encuentran en África.